# Guatteria platyphylla
Guatteria platyphylla är en kirimojaväxtart som beskrevs av José Jéronimo Triana och Jules Émile Planchon. Guatteria platyphylla ingår i släktet Guatteria och familjen kirimojaväxter. Inga underarter finns listade i Catalogue of Life.